# Clarence Melvin Zener
Clarence Melvin Zener (* 1. Dezember 1905 in Indianapolis, Indiana; † 2. Juli 1993 in Pittsburgh, Pennsylvania) war ein US-amerikanischer Physiker und Elektrotechniker.

## Wissenschaftliche Arbeit
Zener postulierte 1934 die Theorie, dass eine hohe elektrische Feldstärke in Festkörpern dazu führen kann, dass im Valenzband gebundene Elektronen in das Leitungsband gelangen. Dieses Postulat erklärt den nach ihm benannten Zener-Effekt, Mikroplasmen und teilweise auch den Tunneleffekt. Ebenfalls nach ihm benannt ist im Bereich der Elektronik die Zenerdiode, die für Durchbruchspannungen unter ca. 5 V den Zener-Effekt ausnutzt. Die unter anderem von Zener abgeleitete analytische Formel für die Übergangsamplitude in einem quantenmechanischen Zweizustandssystem bei der nichtadiabatischen Veränderung des Hamiltonoperators wird heute meist als Landau-Zener-Formel bezeichnet.

## Auszeichnungen (Auswahl)
1935 wurde Zener Fellow der American Physical Society, und 1959 wurde er zum Mitglied der National Academy of Sciences gewählt.
Für seine Verdienste um die Rheologie erhielt er 1957 die Bingham-Medaille. Der Zener-Körper zur Beschreibung von Viskoelastizität ist nach ihm benannt.
Zener wurde 1982 mit dem Von Hippel Award ausgezeichnet.
1985 erhielt er den ICIFUAS-Preis der International Conference on Internal Friction and Ultrasonic Attenuation in Solids (ICIFUAS), der seit 1993 als Zener-Preis (oder Zener-Goldmedaille) seinen Namen trägt.

## Familie
Clarence Zener war der jüngere Bruder des Psychologen Karl Zener.